# اسما بارلاس
اسما بارلاس (زاده ۱۰ مارس ۱۹۵۰) یک محقق مسلمان پاکستانی-آمریکایی و مدیر مرکز مطالعات فرهنگی، نژادی و قومی دانشکده علوم سیاسی کالج اتاکا در شهر نیویورک است. تخصص بارلاس مطالعه تطبیقی و بین‌المللی سیاست، اسلام و هرمنوتیک قرآن، زنان و جنسیت است. بارلاس موفق به دریافت جایزه Spinoza Chair از دانشگاه آمستردام در هلند به‌خاطر «مشارکت‌های برجسته او به مباحث مربوط به زنان و اسلام» شد.
برخی دیدگاه‌ها و تفاسیر او از اسلام را فمینیست اسلامی خوانده‌اند، ولی خود بارلاس این لفظ را رد کرده، مگر اینکه این لفظ را اینگونه تعریف کنیم: «گفتمانی از برابری جنسی و عدالت اجتماعی که فهم و دستوراتش را از قرآن استنتاج کرده و تلاش می‌کند که حقوق و عدالت را برای تمامی انسان‌ها در کل ماهیت وجودی آنها در زندگی شخصی و اجتماعی آنها دنبال کند.»

## کتب
- “Women’s and Feminist Readings of the Qur’an,” in Jane McAuliffe (ed.), Cambridge Companion to the Qur’an (Cambridge University Press, 2006).
- “Reviving Islamic Universalism: East/s, West/s, and Coexistence,” in Abdul Aziz Said and Meena Sharify-Funk (eds.), Contemporary Islam: Dynamic, not Static (Routledge, 2006).
- “Globalizing Equality: Muslim Women, Theology, and Feminisms,” in Fera Simone (ed.), On Shifting Ground: Muslim Women in the Global Era (NY: Feminist Press, 2005).
- Islam, Muslims, and the U.S.: Essays on Religion and Politics (India, Global Media Publications, 2004)
- “Amina Wadud’s Hermeneutics of the Qur’an: Women Rereading Sacred Texts,” in Suha Taji-Faruqi (ed.), Contemporary Muslim Intellectuals and the Quran: Modernist and Post Modernist Approaches (Oxford: Oxford University Press, 2004).
- "Believing Women" in Islam: Unreading Patriarchal Interpretations of the Qur'an (University of Texas Press, 2002).
- Democracy, Nationalism, and Communalism: The Colonial Legacy in South Asia (Westview Press, 1995)